# Campanula telmessi
Campanula telmessi là loài thực vật có hoa trong họ Hoa chuông. Loài này được Hub.-Mor. & Phitos mô tả khoa học đầu tiên năm 1976.